# Fontaine-Étoupefour
Fontaine-Étoupefour ist eine französische Gemeinde mit 2.812 Einwohnern (Stand: 1. Januar 2022) im Département Calvados in der Region Normandie. Sie gehört zum Arrondissement Caen und zum Kanton Évrecy. Die Bewohner werden als Stoupefontainois bezeichnet.

## Geographie
Fontaine-Étoupefour liegt rund vier Kilometer südwestlich von Caen im Tal des Odon an der Autoroute A84. Die Fläche der Gemeinde beträgt 508 ha, wovon rund 65 % landwirtschaftlich genutzt werden. Umgeben wird die Gemeinde von Verson im Norden, Éterville im Osten, Maltot im Südosten, Esquay-Notre-Dame im Süden, Baron-sur-Odon im Südwesten sowie Mouen im Westen.

## Geschichte
1944 war die Gemeinde Ort der Schlacht um Caen kurz nach der Landung alliierter Truppen in der Normandie. Im Südosten der Stadt liegt der Hügel 112, ein strategisch wichtiger Punkt im Zweiten Weltkrieg. Der Hügel war Schauplatz der Operation Jupiter (10. bis 11. Juli 1944), in der er erobert wurde.

## Bevölkerungsentwicklung
| Jahr                              | 1793 | 1836 | 1876 | 1926 | 1946 | 1968 | 1990 | 2016 |
| Einwohner                         | 491  | 668  | 530  | 283  | 301  | 590  | 1627 | 2297 |
| Quellen: Cassini, EHESS und INSEE |      |      |      |      |      |      |      |      |

## Sehenswürdigkeiten
- Kirche Saint-Pierre aus dem 12. Jahrhundert, eingestuft als Monument historique.[1]
- Château (Schloss) de Fontaine aus dem 15. Jahrhundert, eingestuft als Monument historique.[2]
- Lavoir (Waschhaus)

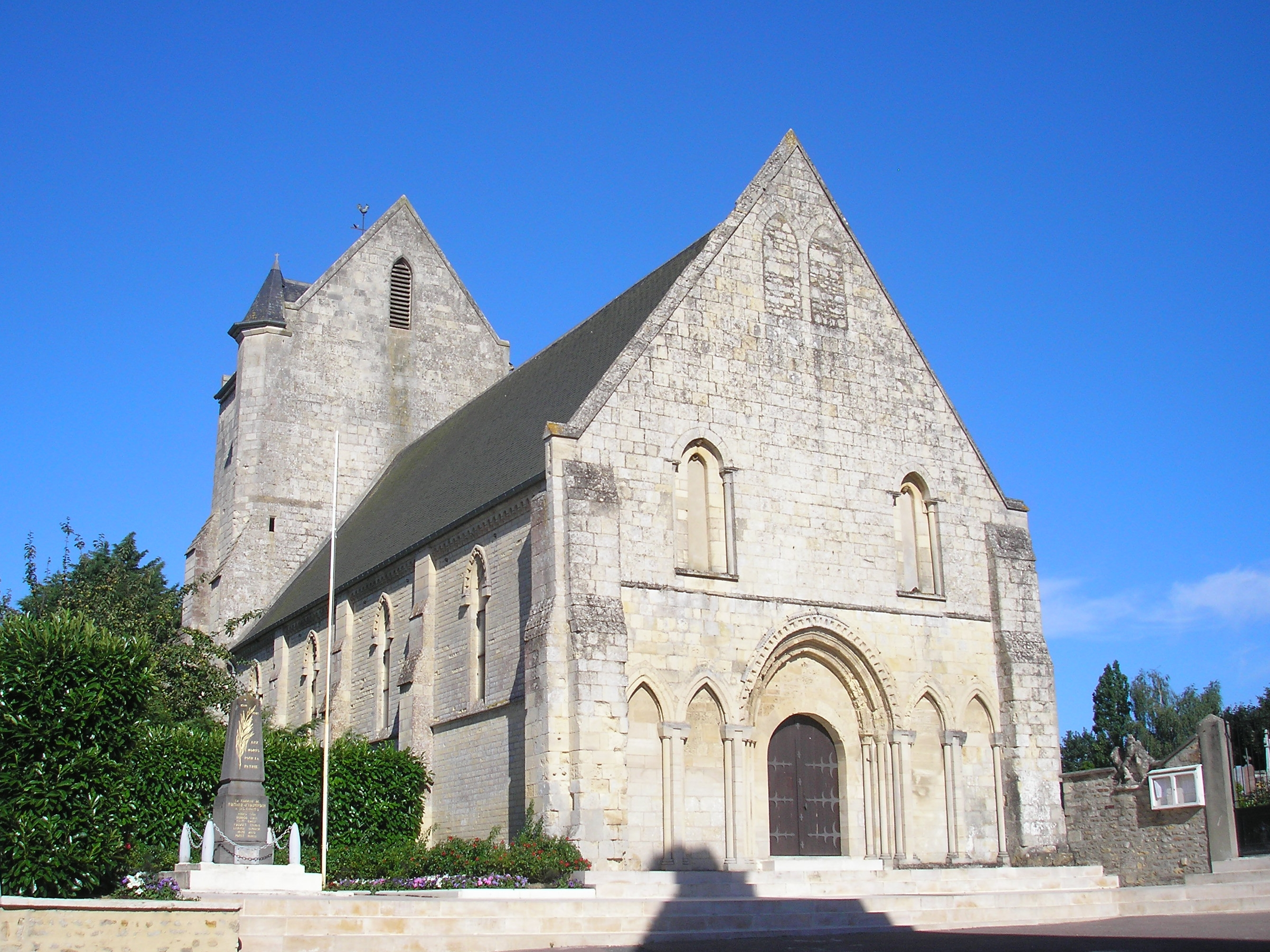
Kirche Saint-Pierre
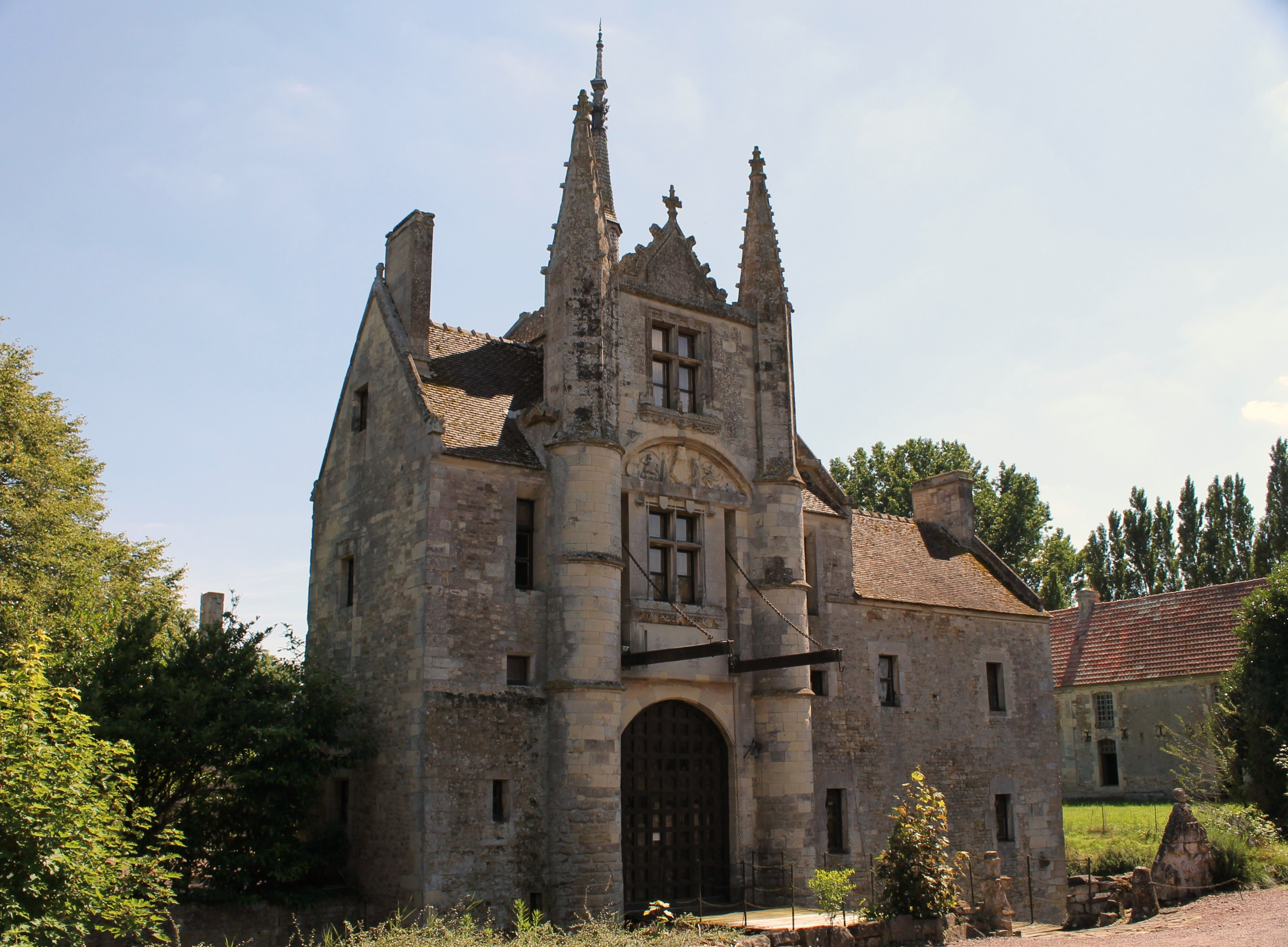
Schloss
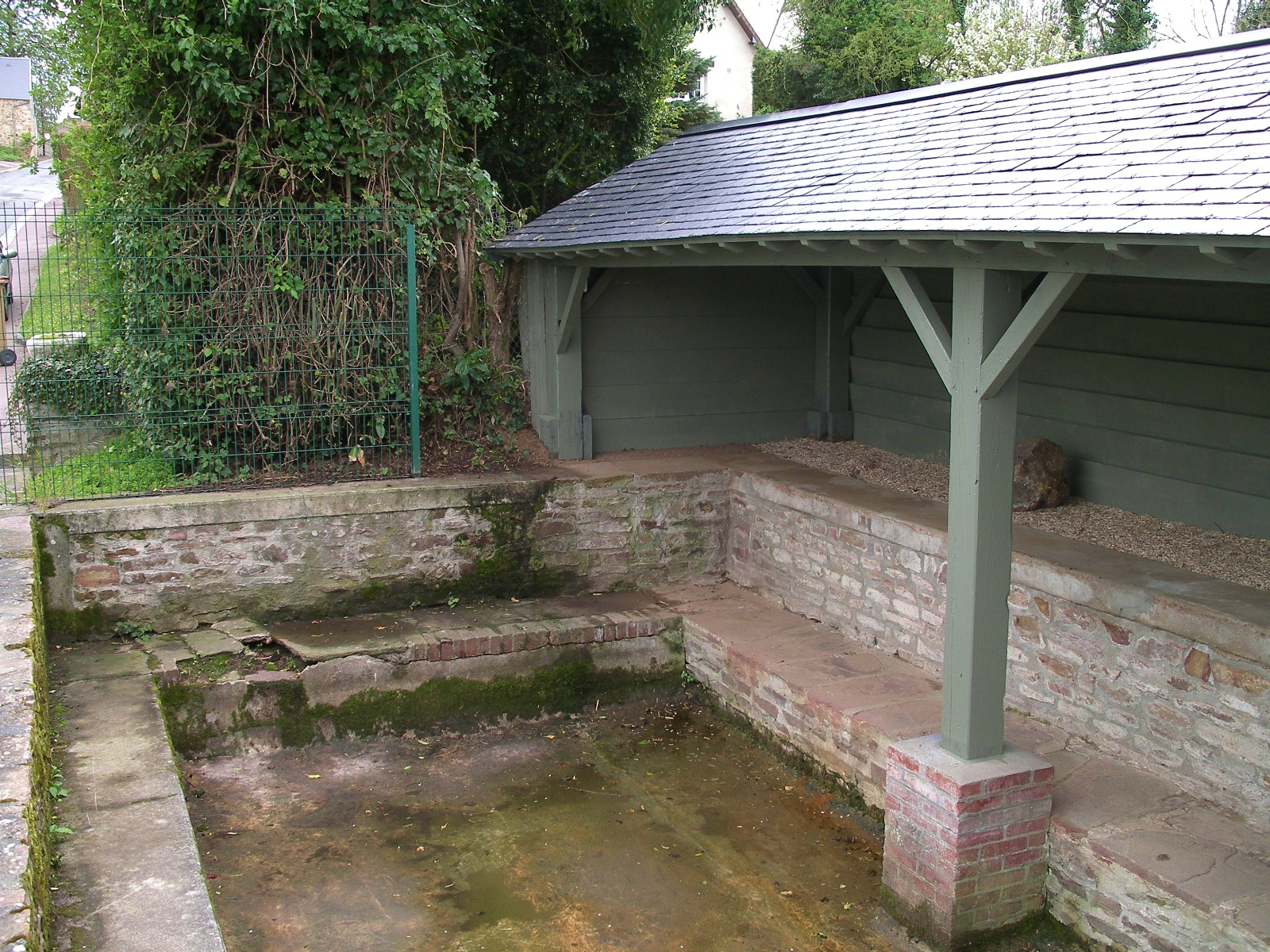
Waschhaus